# Aspidoras microgalaeus
Aspidoras microgalaeus är en fiskart som beskrevs av Britto, 1998. Aspidoras microgalaeus ingår i släktet Aspidoras och familjen Callichthyidae. Inga underarter finns listade.